# Recordación Florida
La Recordación Florida es un documento histórico escrito por Francisco Antonio de Fuentes y Guzmán en 1690, basado en investigaciones propias del autor y del libro de Bernal Díaz del Castillo Historia verdadera de la Conquista de la Nueva España, que se concentra en el desarrollo histórico de Guatemala desde la Conquista hasta el siglo XVII.

## Datos de la Conquista de Guatemala en la obra
En la obra Recordación Florida, Fuentes y Guzmán dedica parte del primer tomo a dar una explicación general de la conquista de Guatemala. Además, dedica varios capítulos de los tomos I, II y III para explicar la conquista de lugares particulares en el territorio guatemalteco. Según el autor, después de que México había sido conquistada, el marqués del Valle de Oaxaca, Hernán Cortés, se enteró de las minas y tierras ricas que poseía Guatemala, por lo que envió a Pedro de Alvarado y lo nombró Teniente General de la expedición. Alvarado salió de la ciudad de México para Guatemala el 6 de diciembre de 1523 con 750 hombres: 300 soldados infantes, 135 soldados a caballo, cuatro tiros de artillería, más de 200 indígenas tlaxcaltecas y cholulecas para combatir con arcos y saetas y 100 indígenas mexicanos para llevar a hombros el bastimentos, pólvora y balas. Algunos de los individuos que lo acompañaron fueron Jorge Alvarado, su hermano, con título de teniente; Don Pedro Portocarrero, maestro de campo; Baltasar de Mendoza, Diego de Rojas, Juan Pérez Dardón, entre otros.
De esta manera se describe la ruta que se pasó para llegar a Guatemala, pasando primero por la provincia de Tehuantepec, donde los indígenas que encontraron les hicieron guerra hasta que fueron sometidos por Alvarado. Además, narra la entrada de Alvarado a Quetzaltenango y sus peleas contra los indígenas que eran auxiliados por los de Utatlán que “estaban sujetos al Rey Tecún, quien muere en batalla como un personaje águila. Desde entonces el lugar se llamó Quetzaltenango que quiere decir “el del cerro del Quetzal”, diciendo el adelantado que era el quetzal más grande que había visto. El ejército se quedó ahí, donde le curaron a Alvarado una herida que había recibido en un muslo de un golpe de saeta y que hizo que quedara cojo por el resto de su vida (Fuentes y Guzmán, 1932: I: 26-30).
Fuentes y Guzmán menciona que durante este período de tiempo Pedro de Alvarado entraba a varias poblaciones donde tomaba prisioneros indígenas, por lo que los caciques de Utatlán decidieron enviarle un regalo de oro e invitarlo a la ciudad, pero con el plan de prenderle fuego a la ciudad una vez los españoles estuvieran adentro. Sin embargo unos indígenas de Quetzaltenango les avisaron que los de Utatlán los querían matar esa noche, por lo que el Adelantado salió a unos llanos fuera de la ciudad y le dijo a los caciques que había hecho esto porque los caballos no podían esparcirse debido a que las calles son muy estrechas. Finalmente, Alvarado mandó a capturar al señor principal de Utatlán que se llamaba Chignahuincelut que quiere decir “diez tigres” y era hijo de Tecún Umán. Luego lo mandó a quemar y consiguió romper los escuadrones de indígenas, aunque en realidad, según el autor, le debió haber dado tres días para que se arrepintiera. (Fuentes y Guzmán, 1932: I: 30-33).
El autor luego describe que los indígenas de “Goathemala”, o la capital cakchiquel, estaban enemistados con los de Utatlán, por lo que el cacique cakchiquel Sinacam decidió mandarle un regalo a Pedro de Alvarado y hacerlo embajador. Alvarado le pidió 2.000 indígenas armados para llevar todo lo necesario y con su ayuda conquistaron Utatlán. Luego Alvarado decidió ir a la capital cakchiquel y en el camino encontró muchos indígenas bélicos. Sin embargo, los cakchiqueles explicaron que era por las guerras entre los diferentes grupos indígenas. De esta manera, los españoles permanecieron en Goathemala y fue ahí donde fundaron la ciudad de Santiago de los Caballeros de Guatemala, cuyo nombre viene de Coctemalan que quiere decir “palo de leche” (Fuentes y Guzmán, 1932: I: 32-45).   
La obra también enumera los diferentes sitios que fueron conquistados por los españoles después de que ya se habían establecido en la antigua capital cakchiquel. Se menciona la conquista de Petapa en 1526 que en un principio era subordinada a los cakchiqueles, sin embargo debido a que estos luego se sublevaron, los españoles los conquistaron. Por otro lado, según el autor, Mixco se encontraba en el área de Jilotepeque y era un sitio fortificado, por lo que fue difícil para los españoles combatirlos debido a que los indígenas de Mixco estaban siendo auxiliados por soldados de Chinautla. Lo que ayudó a finalizar la batalla fue que a los tres días de la misma,  el cacique de Chinautla le envió a Alvarado un regalo de oro, plumas verdes y mantas blancas de algodón como señal de rendición. Sin embargo, le pidió que esto se mantuviera en secreto hasta la toma de Mixco y le indicó que sería difícil vencerlos debido a que éstos tenían una cueva por donde hacían su retirada a la vega del río. Finalmente, los españoles los emboscaron en ese lugar y quemaron la ciudad (Fuentes y Guzmán, 1932: I: 295-302). Entre otras conquistas que se mencionan está la de Guazacapán donde el ejército incluía indígenas de cuatro grupos distintos: cakchiqueles, tlaxcaltecas, mexicanos y cholulecas (Fuentes y Guzmán, 1932: I: 113); la de Taxisco, Esquipulas y del Pueblo de Jumay que eran auxiliados por los Petapa y Jalpatagua y tenían un aparato especial de madera y soga para lanzar piedras a los españoles (Fuentes y Guzmán, 1932: II: 140-145); la de Totonicapán donde los ayudaron los de k’iche’ contra los españoles  (Fuentes y Guzmán, 1932: III: 46); la de Nebaj y Uspantlán; y la de los mames que fueron conquistados en Zaculeu. (Fuentes y Guzmán, 1932: III: 109-125)

## Lectura recomendada
- Fuentes y Guzmán, Francisco Antonio de (1883) [1690].  Zaragoza, Justo; Navarro, Luis, ed. Recordación Florida. Discurso historial y demostración natural, material, militar y política del Reyno de Guatemala II. Madrid, España: Central.